# Triumph Bonneville T100
La Triumph Bonneville T100 è una motocicletta prodotta dalla casa motociclistica inglese Triumph dal 2001.
Negli anni 2001–2004 ha montato un bicilindrico parallelo da 790 cc, dal 2005 al 2016 da 865 cc e dal 2017 da 900 cc.

## Profilo e contesto

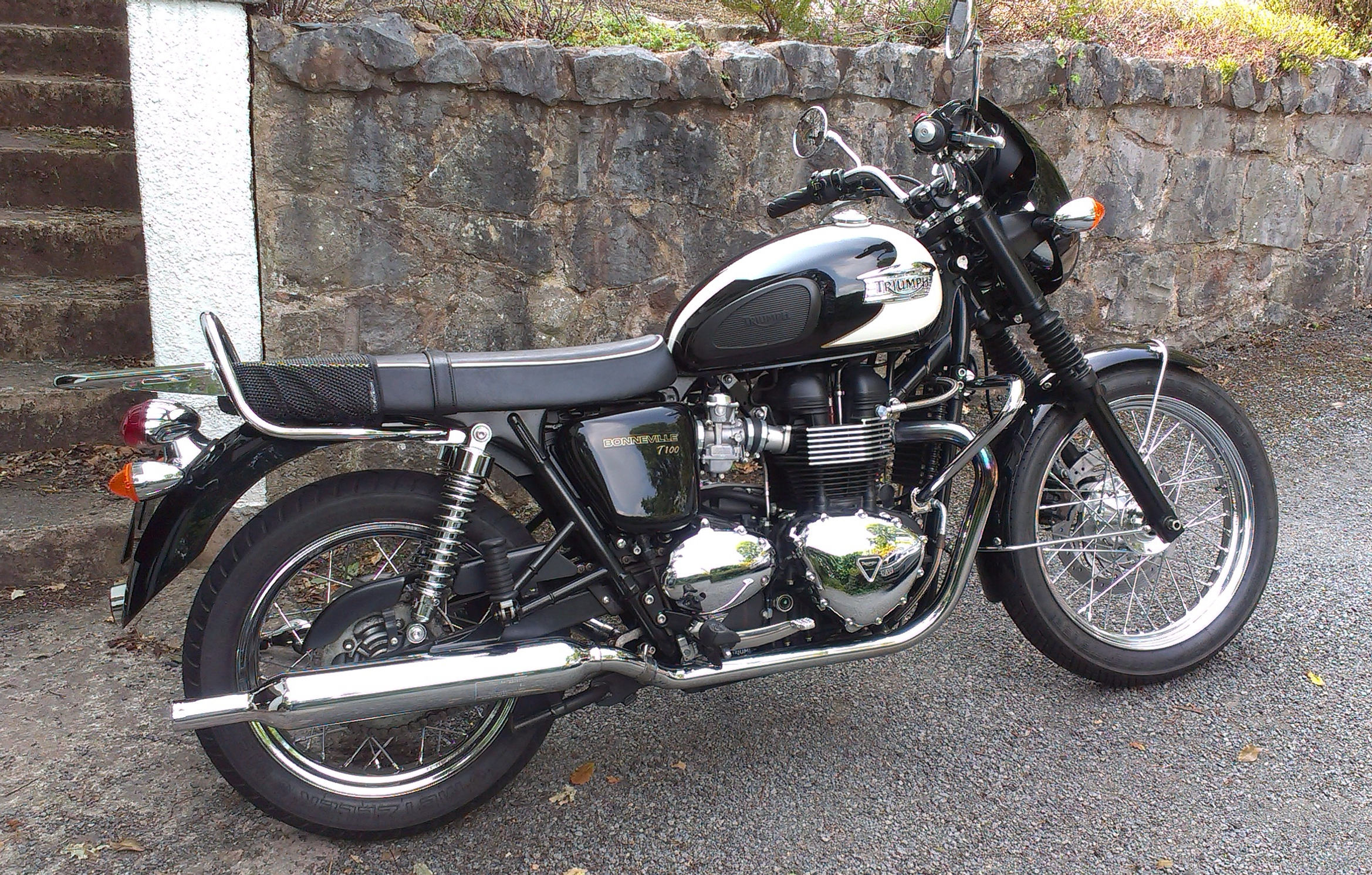
Bonneville T100

Lanciata sul mercato nel 2001 e costruita a Hinckley nel Leicestershire, disegnata da John Mockett e David Stride, è stata presentata come Bonneville 790 al Salone del motociclo di Monaco nel settembre 2000, con un motore bicilindrico parallelo a quattro tempi da 790 cc raffreddato ad aria con albero motore a 360°, DOHC a 4 valvole per cilindro e catena centrale alimentata da una coppia di Keihin da 36 mm, che viene gestito da un cambio a 5 rapporti ad innesti frontali.
La moto nel 2005 è stata dotata del motore bicilindrico da 865 cc DOHC raffreddato ad aria introdotto sulla Thruxton nel 2004. Ad alimentare il motore ci sono due carburatori semi-elettrici. Nel 2007 per rispettare le nuove normative sulle emissioni, Triumph ha montato un sistema ad iniezione elettronica del carburante, per soddisfare la normativa sulle emissioni Euro 3. Oltre a garantire un funzionamento più regolare rispetto a un motore a carburatore, il sistema ad iniezione è anche più facile da avviare a freddo. Per mantenere lo stile "retrò", gli iniettori sono nascosti dietro ai corpi farfallati, che sono stati progettati per assomigliare ai vecchi carburatori. 
Nel 2017 la moto ha subito un profondo restyling, dove sono stati apportati numerosi aggiornamenti tra cui un nuovo motore con aumento della cilindrata a 900 cc che porta in dote il raffreddamento a liquido, la distribuzione SOHC a 4 valvole per cilindro per un totale di 8, il passaggio a un manovellismo delle bielle da 360° a 270° e il controllo della trazione. Nel 2021 subisce un profondo restyling tecnico, con un incremento di potenza pari a 10 cavalli, per un totale di 65 CV a 7400 giri/min; inoltre ci sono stati degli alleggeriti per un totale di 4 kg, che hanno interessato l'albero motore, il contralbero, il coperchio frizione reso meno spesso e quello delle camme realizzato in lega di magnesio.

## Caratteristiche tecniche
| Caratteristiche tecniche - Triumph Bonneville T100 | Caratteristiche tecniche - Triumph Bonneville T100                                                          | Caratteristiche tecniche - Triumph Bonneville T100                                                          | Caratteristiche tecniche - Triumph Bonneville T100                                                          | Caratteristiche tecniche - Triumph Bonneville T100                                                          | Caratteristiche tecniche - Triumph Bonneville T100                                                          |
| -------------------------------------------------- | --- | --- | --- | --- | --- |
|                                                    | | | | | |
| Dimensioni e pesi                                  | | | | | |
| Meccanica                                          | | | | | |
| Tipo motore: due cilindri in linea quattro tempi   | Tipo motore: due cilindri in linea quattro tempi                                                            | Tipo motore: due cilindri in linea quattro tempi                                                            | Tipo motore: due cilindri in linea quattro tempi                                                            | Raffreddamento:                                                                                             | Raffreddamento:                                                                                             |
| Frizione: Multidisco in bagno d'olio               | Frizione: Multidisco in bagno d'olio                                                                        | Frizione: Multidisco in bagno d'olio                                                                        | Cambio: 5 marce                                                                                             | Cambio: 5 marce                                                                                             | Cambio: 5 marce                                                                                             |
| Accensione                                         | Elettronica digitale                                                                                        | Elettronica digitale                                                                                        | Elettronica digitale                                                                                        | Elettronica digitale                                                                                        | Elettronica digitale                                                                                        |
| Trasmissione                                       | Primaria a ingranaggi a denti dritti; secondaria a catena                                                   | Primaria a ingranaggi a denti dritti; secondaria a catena                                                   | Primaria a ingranaggi a denti dritti; secondaria a catena                                                   | Primaria a ingranaggi a denti dritti; secondaria a catena                                                   | Primaria a ingranaggi a denti dritti; secondaria a catena                                                   |
| Avviamento                                         | Elettrico                                                                                                   | Elettrico                                                                                                   | Elettrico                                                                                                   | Elettrico                                                                                                   | Elettrico                                                                                                   |
| Ciclistica                                         | | | | | |
| Sospensioni                                        | Anteriore: Forcella idraulica / Posteriore: Forcellone oscillante e monoammortizzatore idraulico regolabile | Anteriore: Forcella idraulica / Posteriore: Forcellone oscillante e monoammortizzatore idraulico regolabile | Anteriore: Forcella idraulica / Posteriore: Forcellone oscillante e monoammortizzatore idraulico regolabile | Anteriore: Forcella idraulica / Posteriore: Forcellone oscillante e monoammortizzatore idraulico regolabile | Anteriore: Forcella idraulica / Posteriore: Forcellone oscillante e monoammortizzatore idraulico regolabile |
| Freni                                              | Anteriore: disco flottante / Posteriore: Disco                                                              | Anteriore: disco flottante / Posteriore: Disco                                                              | Anteriore: disco flottante / Posteriore: Disco                                                              | Anteriore: disco flottante / Posteriore: Disco                                                              | Anteriore: disco flottante / Posteriore: Disco                                                              |
| Fonte dei dati:                                    | | | | | |